# 오앤엔터테인먼트
오앤엔터테인먼트(O& Entertainment)는 대한민국의 연예 기획사이다.

## 소속 연예인
- 백민현
- 한나영
- 김송
- 채서은

## 이전 소속 연예인
- 김정현
- 현빈
- 신민아
- 성준
- 김남길